# 中村奈一輝
中村 奈一輝（なかむら ないき、2006年8月16日 - ）は、宮崎県宮崎市出身のプロ野球選手（内野手・育成選手）。右投右打。中日ドラゴンズ所属。

## 経歴
小学校3年時に「小戸第二レッドソックス」でソフトボールを始め、宮崎市立宮崎西中学校時代は「県央宮崎ボーイズ」でプレーをした。
宮崎県立宮崎商業高等学校では1年時夏よりベンチ入りし、遊撃手として活躍する一方で投手としても最速146km/hを記録するなど、二刀流の選手として話題になる。
3年時夏の宮崎県大会では、決勝戦の富島高戦において4回よりリリーフ登板し、4回2/3を1安打無失点に抑える活躍で勝利に貢献し胴上げ投手となった。甲子園では初戦の中京大中京高戦にて「1番・遊撃手」で先発出場するも、5打数1安打の結果でありチームも4-3で敗退した。
2024年10月24日に開催されたドラフト会議にて、中日ドラゴンズから育成1位指名を受けた。11月19日、支度金300万円、年俸300万円で入団に合意した（金額は推定）。背番号は202。担当スカウトは三瀬幸司。

## 選手としての特徴・人物
50m走6.0秒の俊足と、遠投115mおよび投手として最速146km/hを記録した強肩、守備範囲の広さが特徴で、坂本勇人2世と評される。
憧れの選手に周東佑京、目標とする選手に今宮健太を挙げている。
奈一輝という名前の由来はスポーツ用具メーカーのナイキおよび、ギリシャ神話に登場する勝利の女神ニケ。

## 詳細情報

### 背番号
- 202（2025年[6] - ）